# Sîdorivka, Korsun-Șevcenkivskîi
Sîdorivka (în ucraineană Сидорівка) este localitatea de reședință a comunei Sîdorivka din raionul Korsun-Șevcenkivskîi, regiunea Cerkasî, Ucraina.

## Demografie
Componența lingvistică a localității Sîdorivka
     Ucraineană (98,41%)
     Rusă (1,35%)
     Alte limbi (0,24%)
Conform recensământului din 2001, majoritatea populației localității Sîdorivka era vorbitoare de ucraineană (98,41%), existând în minoritate și vorbitori de rusă (1,35%).